# Cachaço (São Nicolau)
Cachaço (em crioulo cabo-verdiano (escrito em ALUPEC): Katxós) é uma aldeia na ilha de São Nicolau, em Cabo Verde.